# Michèle Mouton
Michèle Mouton, född den 23 juni 1951 i Grasse, Frankrike, är en fransk före detta rallyförare. Hon tävlade i rally-VM för Audis fabriksteam, vann fyra delsegrar och slutade 1982 som totaltvåa i det årets mästerskap. Hon är den hittills mest framgångsrika kvinnan inom rallysporten.
På senare år har hon endast deltagit i enstaka biltävlingar. Sedan 2011 är hon FIA:s chef för rally-VM.

## Biografi

### Tidiga år och tidig karriär
Michèle Mouton föddes i Grasse på Franska Rivieran. Hennes föräldrar odlade rosor och jasmin på sin stora egendom. Efter den obligatoriska skolgången inledde Mouton studier i juridik, men hon lämnade studierna oavslutade och började inrikta sig mot en karriär inom rallysporten.
Hon började köra sin fars Citroën 2CV vid 14 års ålder. Det var dock inte förrän 1972 (då 21 år gammal) som hon började ägna sig åt rally på allvar, i samband att hennes vän Jean Taibi bad henne att träna inför Korsikanska rallyt med honom. Mouton agerade året därpå som kartläsare för Taibi under det årets Monte Carlo-rally, det första som arrangerades som ett VM-rally.
Efter ytterligare några rallyn föreslog Moutons far att hon skulle kunna ta över förarplatsen, om hon ville fortsätta inom rallysporten. Han lovade att köpa en bil till henne och ge henne ett år på sig för att bevisa vad hon kunde inom sporten. Bakom ratten på en Alpine A110 debuterade hon i Critérium Féminin Paris–Saint-Raphaël och fortsatte därefter med biltävlingen Tour de France. I en sidotävling till 1973 års korsikanska rally hamnade hon på åttonde plats.

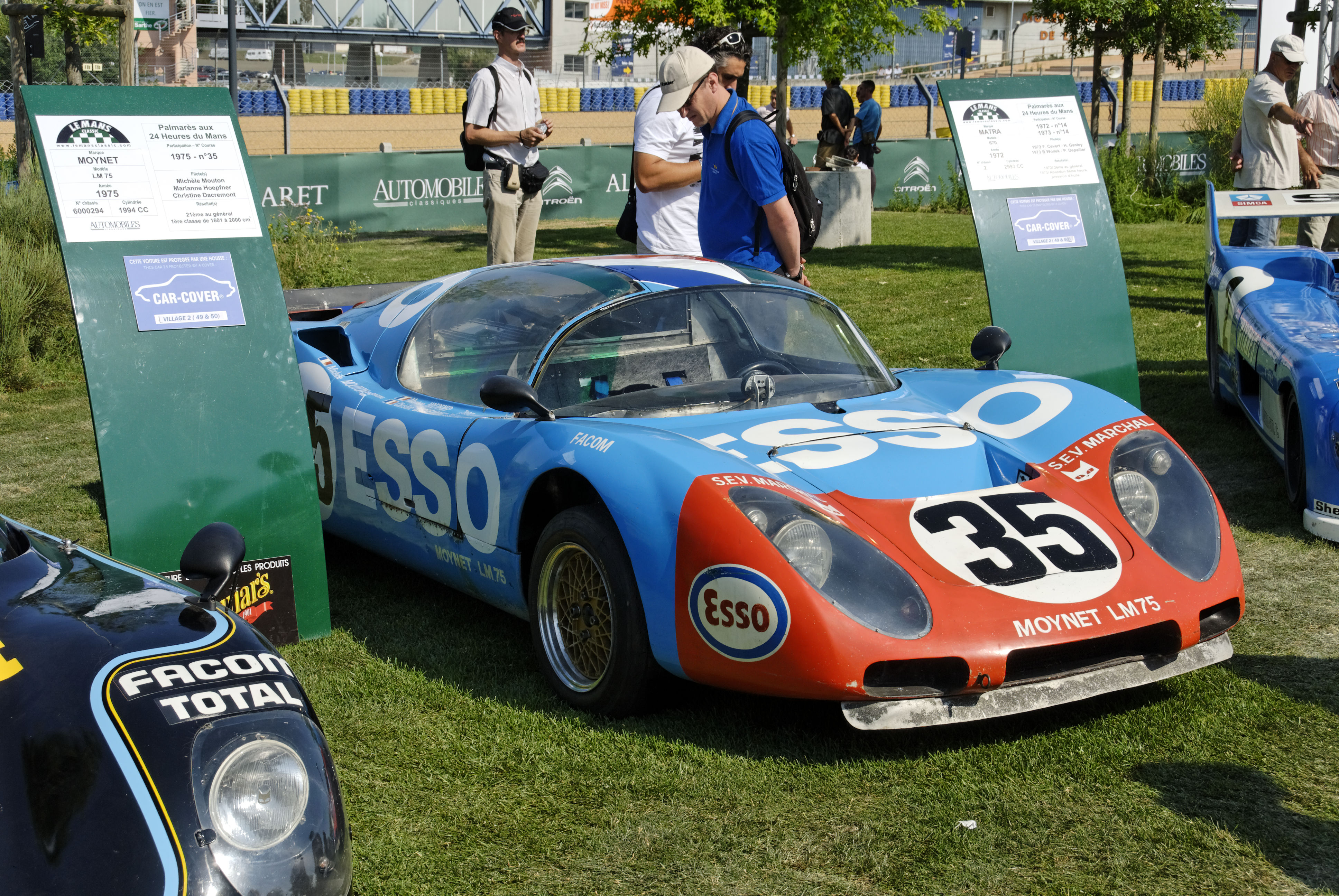
Moutons klassvinnande Moynet LM 75 från 1975 års Le Mans.

1974 debuterade Mouton i rally-VM, och hon blev i sin Alpine A110 tolva i det årets korsikanska rally. Hennes goda resultat väckte vissas misstankar om en specialmotor, men tävlingsledningen lät testa bilen utan noteringar. I slutet på året kröntes Mouton både till fransk och europeisk mästare i respektive damklasser. När Mouton 1975 åter ställde upp i Korsikanska rallyt, placerade hon sig som totalsjua. Hon försvarade under året sina titlar som fransk och europeisk dammästare.
Dessutom ställde hon upp i 1975 års Le Mans 24-timmars, i ett team tillsammans med två andra kvinnor – Christine Dacremont och Marianne Hoepfner; teamet vann kategorin för tvålitersprototyper och placerade sig på en sammanlagd 21-plats. Senare berättade Mouton om loppet, där det börjat regna och hon på sina omönstrade däck passerade förare efter förare. Personalen i depån sa till henne att ta det lugnt (eller att även hon byta däck), men hon fortsatte i samma stil så länge hon kunde.
Moutons resultat under 1975 medförde att hon fick en större sponsor, i form av det franska oljebolaget Elf. 1976 körde hon sin A110 till en elfteplats i Monte Carlo-rallyt, medan hon bröt loppen både i Sanremorallyt och Korsikanska rallyt (där hon debuterade i den nya bilen A310).

### Sent 1970-tal
Inför 1977 års rallysäsong rekryterade Fiats franska rallyteam Mouton till att köra med Jean-Claude Andruet som kartläsare. Hon ansåg att bilen, en Fiat 131 Abarth, var trög och klumpig, men duon nådde ändå vissa resultat. De kom åtta i 1977 års korsikanska rally och femma de tre efterföljande åren. Under 1980 års korsikanska rally låg de under en etapp som tvåa, innan bilmotorn dog. I Monte Carlo-rallyt nådde de sjunde plats både 1979 och 1980; hon nådde samma placering under 1978 års Monte Carlo-rally, då med en Lancia Stratos HF.
Utanför rally-VM tog Mouton hem vinsten i 1977 års RACE Rallye de España, bakom ratten på en Porsche Carrera RS, samt andra plats i årets Tour de France-rally. Hon placerade sig även på andra plats i det årets europeiska rallymästerskap. Mouton vann 1978 Tour de France med sin Fiat 131, medan hon kom trea i Rallye d'Antibes. Under året placerade hon sig som femma i rally-EM och som fyra i FIA-cupen för förare, föregångaren till rally-VM.
1979 nådde Mouton andra plats i det franska rallymästerskapet.

### Audi (1980–1985)
1980
1980 beslöt Audis nya fabriksteam att skriva kontrakt med Mouton som en av deras huvudförare inför 1981 års VM-säsong. Audis beslut att kontraktera henne före mer etablerade manliga förare väckte stor uppmärksamet.
Eftersom Audi Quattro, den första rallybilen med över 300 hästkrafter och både en turboladdare och fyrhjulsdrift, ännu inte hade godkänts som VM-bil, kunde Audi till en början endast delta utanför tävlingsprotokollet. Hannu Mikkola körde bilen under årets portugisiska rally och hade vunnit tävlingen med en halvtimme om hans tider hade varit officiella.
Mouton körde bilen under delar av Finska rallyt. Inför nästa års VM-rallysäsong föranmälde Audi Mouton, med kartläsaren Freddy Kottulinsky, till åtta deltävlingar. Där ingick dock inte Svenska rallyt, på grund av Moutons bristande erfarenhet på is- och snöunderlag.
1981

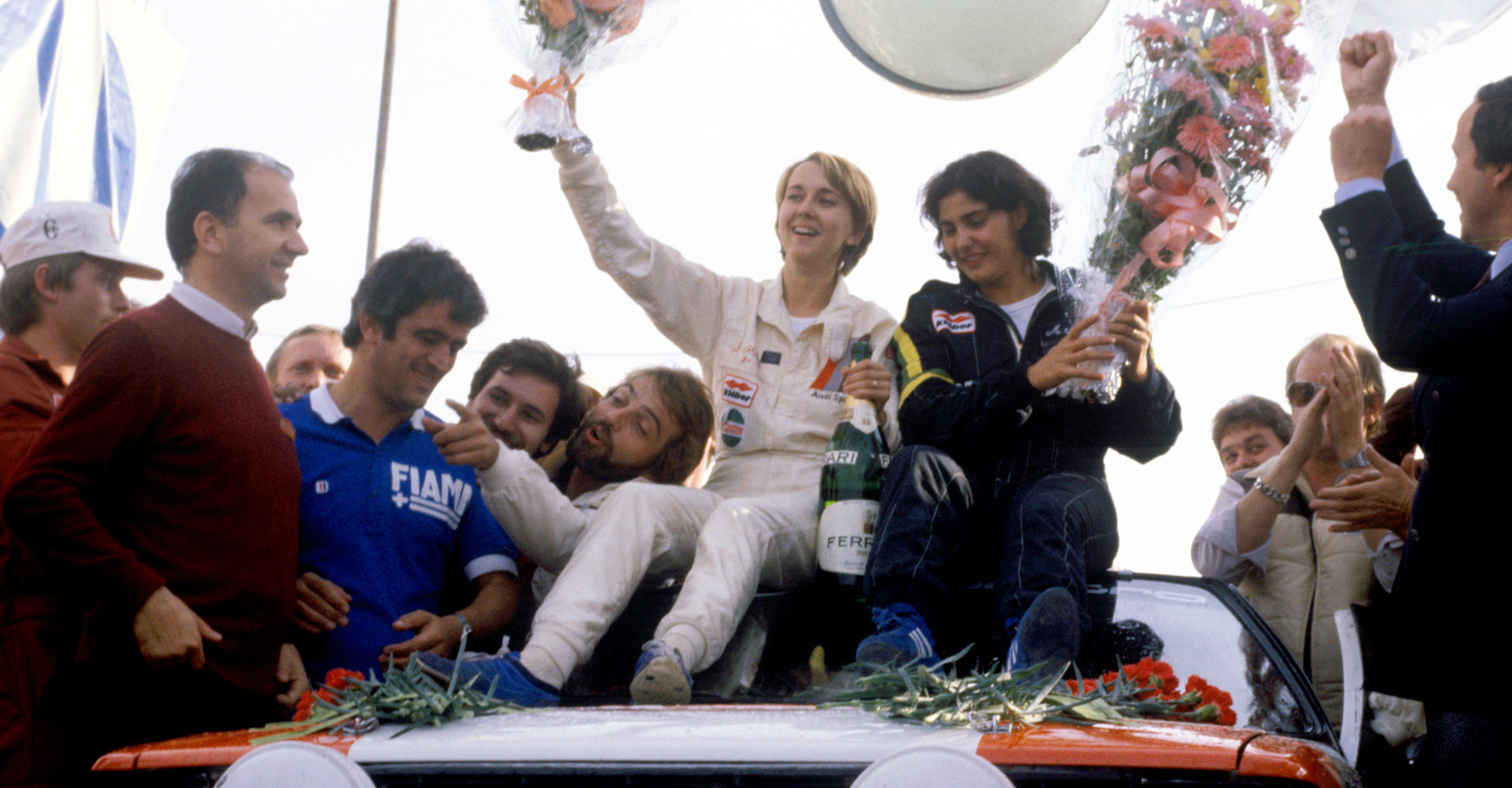
Fabrizia Pons och Michèle Mouton efter duons seger i 1981 års Sanremorally.

Moutons första tävlingsrally i en Audi Quattro blev mer än kortvarigt, eftersom hon redan före 1981 års Monte Carlo-rally fick ställa sin medverkan på grund av motorproblem. Senare uppdagades att man fått in jord i bränslesystemet.
Under Portugisiska rallyt deltog hon tillsammans med den italienska kartläsaren Fabrizia Pons. Mouton vann sju etapper och nådde en slutlig fjärdeplats, trots att hennes framfart påverkats av elektriska problem med bilen. Detta gjorde att viss kritik mot Audis val att skriva kontrakt med en kvinnliga förare tystnade.
En bruten kamaxel ändade Moutons tävlande under Korsikanska rallyt. Hon slog därefter flera tidsrekord under Akropolisrallyt. Trots Mikkolas ledning i loppet eller Moutons femteplats, beslutade tävlingsledningen att diskvalificera Audi-bilarna från loppet (på grund av bristande typbesiktning). I Finska rallyt nådde Mouton trettonde plats, efter att hon haft svårigheter med de stora variationerna i karaktär från etapp till etapp.
Därefter deltog Mouton och Pons i Sanremorallyt, en tävling på omväxlande asfalt och grus. Mouton tog ledningen, efter att den lokala stjärnan Michele Cinotto kraschat, och behöll den sedan tävlingen igenom. Bakom henne placerade sig bland annat de finska rallyförarna Henri Toivonen och Ari Vatanen. Detta var första gången en kvinnlig förare vunnit en VM-tävling i rally.
Säsongsavslutningen skedde med det brittiska RAC-rallyt. Mouton fortsatte sin goda form och låg totaltrea efter halva tävlingen. Senare drabbades bilen dock av växelproblem, och man tvingades avbryta loppet efter att ha kört av vägen och ned i ett dike. Mouton avslutade säsongen på åttonde plats i förarmästerskapet, medan Audi kom femma i fabriksmästerskapet.
1982

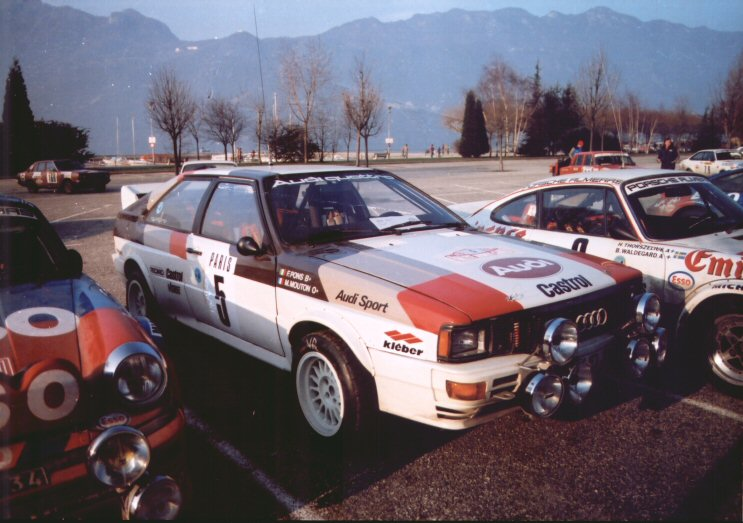
Moutons Audi Quattro under 1982 års rallysäsong.

Moutons nästa säsong inleddes med en svår olycka under Monte Carlo-rallyt. På etapp 12, i småstaden Briançonnet, halkade bilen på en isfläck och in i en stenmur vid ett större hus; hastigheten vid tillfället var 110 km/h. Mouton skadade ena knäet, medan Pons drabbades av en hjärnskakning. Vid tillfället låg duon trea i tävlingen.
Efter att Moutons och Pons skador någorlunda läkt, kunde de ställa upp i Svenska rallyt. De låg på tredje plats, när de gled av vägen och in i en snövall – och in i stallkamraten Hannu Mikkola som också kört av banan på samma ställe. Slutligen placerade hon sig som totalfemma i tävlingen.
Under Portugisiska rallyt inkasserade Mouton och Pons 18 etappvinster. Det räckte till en överlägsen seger, före Toyotas förare Per Eklund. Korsikanska rallyt blev mindre lyckosamt med sjunde plats som resultat.
Däremot var Mouton återigen framgångsrik i Akropolisrallyt. Hon segrade i tävlingen, före Opels Walter Röhrl och Henri Toivonen, och närmade sig VM:s totalledare Rörhl. Tävlingen överskuggades dock av två allvarliga olyckor, med ett dödsfall som resultat.
Under Nyzeeländska rallyt kämpade Mouton om ledningen med Mikkola, Röhrl och Björn Waldegård. När hon under den tolfte etappen precis återfått ledningen, tvingades hon bryta hela tävlingen på grund av en trasig oljepump. Därefter vann Mouton Brasilianska rallyt, efter en tät duell med Röhrl där denne förlorade ett hjul. Efter ett mindre framgångsrikt deltagande i Finska rallyt (där hon bland annat voltade med bilen), nådde Mouton fjärde plats i Sanremorallyt.
Fabrikslagen Audis och Opels kamp om fabriksmästerskapet fortsatte under Elfenbenskustenrallyt. Precis före rallyts inledning fick Mouton besked om att hennes far hade avlidit i cancer; hans sista önskan var dock att hon skulle ställa upp i rallyt. Efter den första dagen ledde Mouton med åtta minuter över Mikkola och nästan en halvtimme över titelrivalen Röhrl. Alla drabbades av olika mekaniska problem, vilket innebar att Moutons ledning över Röhrl minskade. Med 60 mil till mål voltade Mouton med sin bil; efter ytterligare 5 km tvangs hon bryta loppet.
Med segern i Elfenbenskustenrallyt avslutade Walter Röhrl säsongen som VM-etta. Mouton avslutade själv säsongen med en andraplats i RAC-rallyt och som mottagare av det första International Rally Driver of the Year-priset.
1983

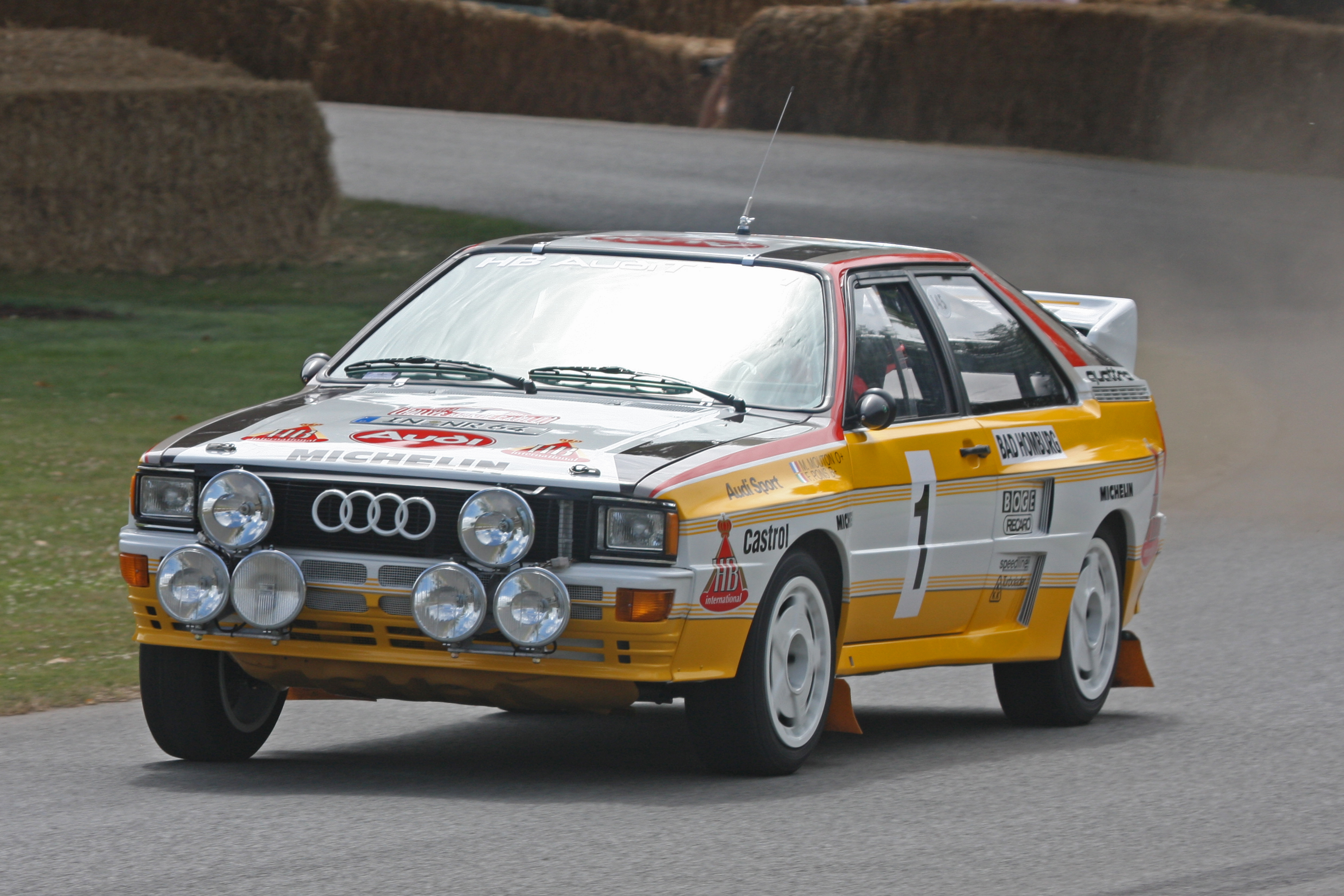
En tidigare Mouton-körd Quattro A2, här under 2009 års Goodwood Festival of Speed.

1983 års VM-rallysäsong inledde Grupp B-eran inom rallysporten, med kraftigt trimmade rallybilar. Mouton rattade nu en Audi Quattro A1, och i teamet fanns nu även en tredjeförare vid namn Stig Blomqvist.
För tredje året på raken hade Mouton en dålig säsongsinledning. På Monte Carlo-rallyt körde hon av vägen och in i en stenmur efter att man tvingats väja för en fotograf.
Därefter nådde hon fjärde plats i Svenska rallyt och andra plats i Portugisiska rallyt. I Safarirallyt placerade hon sig som totaltrea.
Under Korsikanska rallyt körde Mouton för första gången en Audi Quattro A2, som var 70 kg lättare men med 30 fler hästkrafter. Moutons tävling tog dock slut när motorn fattade eld. Under Akropolisrallyt voltade hon med bilen på första etappen, medan hon under Nyzeeländska rallyt ledde när motorn lade av med endast sex återstående etapper att köra. Med tre brutna lopp på raken tappade Mouton från andra till femte plats i VM-tabellen. Därefter placerade Mouton sig som totaltrea i Argentinska rallyt.
Detta kom dock att bli hennes sista placering för säsongen. Under Finska rallyt fattade motorn eld, och hon slutade på 16:e plats. I Sanremorallyt slutade Mouton som totalsjua efter problem med bränsleinsprutningen. I RAC-rallyt låg hon länge tvåa, men problem tillstötte när en Audi-mekaniker av misstag fyllde på rent vatten i Moutons bränsletank; till slut fick hon bryta efter att ha kört av vägen. Mikkola vann förarmästerskapet, med Mouton som slutlig femma i tabellen.
1984

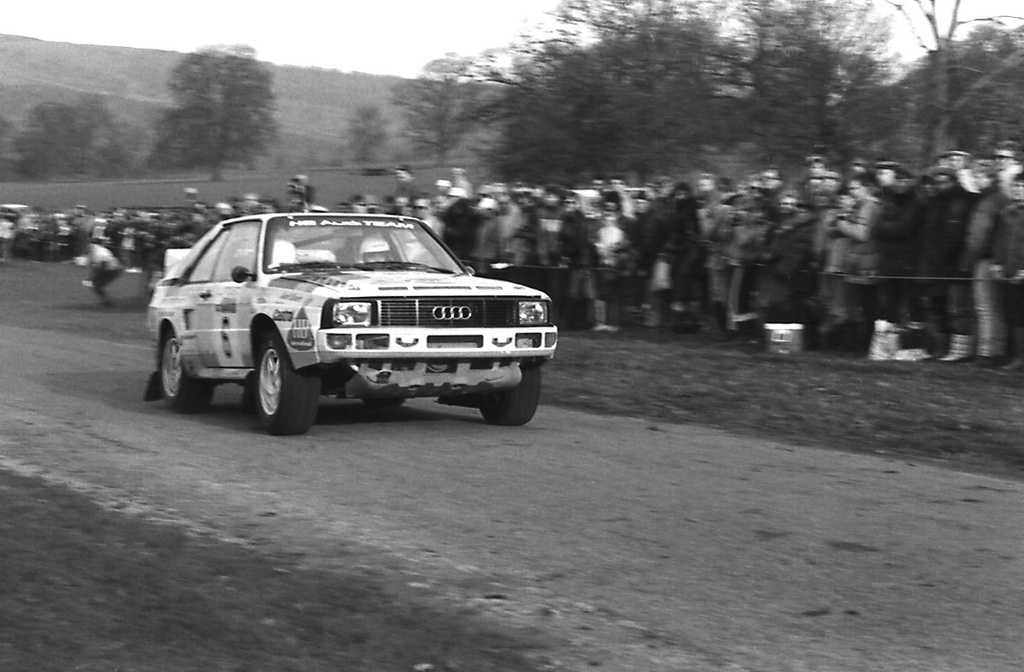
Mouton i en Sport Quattro under 1984 års RAC-rally.

1984 rekryterade Audi den dubble världsmästaren Röhrl till stallet, vilket ledde till att Moutons roll i stallet minskade. Under säsongen tävlade hon endast i fem av loppen. Mouton placerade sig dock på andra plats i Svenska rallyt, bakom slutlige vinnaren och stallkamraten Blomqvist.
Detta kom att bli hennes sista prispallsplacering i rally-VM-sammanhang. Under Safarirallyt slutade bilens turbofläkt att fungera. Mouton drabbades här av sin nya roll som tredjeförare, efter att stallchefen beslutat ta reservdelar från Moutons andrabil för att laga VM-ledaren Blomqvists krånglande bil; den långa väntan på reservdelar tvang henne att bryta loppet. I Akropolisrallyt slutade Moutons deltagande efter en överhettad motor, och i Finska rallyt tvang en förlorad framruta henne att avbryta tävlandet. I RAC-rallyt nådde Mouton en slutlig fjärdeplats, strax bakom Per Eklund. I den avslutande VM-tabellen hamnade Mouton på tolfte plats, en poäng bakom Röhrl.
1985

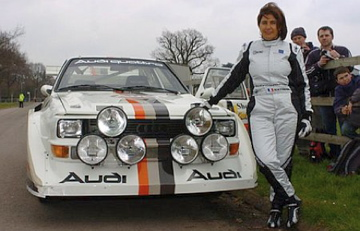
Mouton med en Quattro S1 (bilen hon körde under 1985) 2007.

Under 1985 var Audis VM-rallytävlande mer begränsat, bland annat på grund av fabriksstallet Peugeots framgångar i VM-cirkusen. Mouton och Mikkola fick i första hand en roll som testförare åt Audi. Mouton körde under året både Sport Quattro och dess efterföljare, Quattro S1.
Mouton deltog endast i ett VM-rally under året, men hon tävlade ändå i alla sex deltävlingar av Brittiska rallymästerskapet. Tävlandet plågades dock av motorproblem, och Mouton kom i mål endast vid ett tillfälle – Walesiska rallyt (som totaltvåa).
Det enda VM-rallyt för Mouton under säsongen var Elfenbenskustenrallyt. Hon hade Arne Hertz som kartläsare, eftersom Pons drabbats av sjukdom. Mouton inledde tävlingen i delad ledning med Toyotas Juha Kankkunen. Senare under loppet drabbades bilen av motorproblem, och Audi beskylldes för att helt enkelt ha låtit Mouton flytta över till den högpresterande servicebilen. Än idag har inget bevis kommit i saken, men Audi beslöt att dra tillbaka Moutons vidare deltagande i tävlingen.

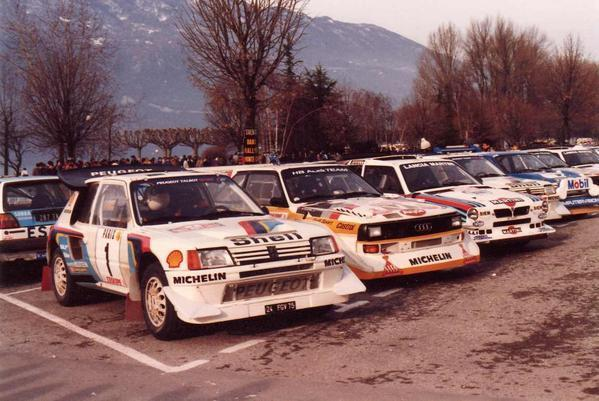
Moutons stallkamrat Timo Salonens Peugeot 205 T16 E2 under 1985 års Monte Carlo-rally.

### Peugeot (1986)
Michèle Mouton bröt sitt kontrakt med Audi på senhösten 1985 och skrev ett nytt med konkurrerande Peugeot inför den kommande säsongen. Hon kom att köra en Peugeot 205 Turbo 16, vinnarbilen från förra årets VM-tävlande, under två VM-rallyn och de åtta deltävlingarna i Tyska rallymästerskapet (utanför rally-VM).
Pons hade nyligen gift sig och var otillgänglig som kartläsare. Mouton fick dock Ari Vatanens tidigare kartläsare Terry Harryman bredvid sig i kupén. Mouton, som på grund av sitt temperament och långa svarta hår benämndes "der schwarzes Vulkan" ("den svarta vulkanen") i media, vann sex av de åtta delsträckorna i Tyska rallymästerskapet, inklusive Tyska rallyt. Därmed blev Mouton den första kvinna att vinna ett större mästerskap inom rallysporten.
Moutons två VM-rallyn under året var hennes två hemmatävlingar – Monte Carlo-rallyt och Korsikanska rallyt. Under Monte Carlo-rallyt låg hon på åttonde plats efter elva etapper, då hon tvangs bryta på grund av problem med oljepumpen. Under Korsikanska rallyt låg hon på tredje plats, efter Henri Toivonen och stallkamraten Bruno Saby, när hon på tionde etappen tvangs bryta efter problem med växellådan. Nästa dag kraschade Henri Toivonen, och både han och kartläsaren Sergio Cresto avled. Mouton, som fortfarande var kvar på Korsika, anmärkte till sin pojkvän att "om de lägger ner Grupp B nu, blir det slutet på min karriär". Inom några dagar meddelades nya tävlingsregler, inklusive att Grupp B:s "superbilar" skulle försvinna från rally-VM från och med nästa säsong.
I oktober, två veckor efter att hon säkrat sin seger i Tyska rallymästerskapet, meddelade Michèle Mouton att hon drog sig tillbaka från rallytävlandet. Hon nämnde stoppet av Grupp B-bilarna som orsak bakom hennes beslut och menade att det var "ett bra läge att sluta".

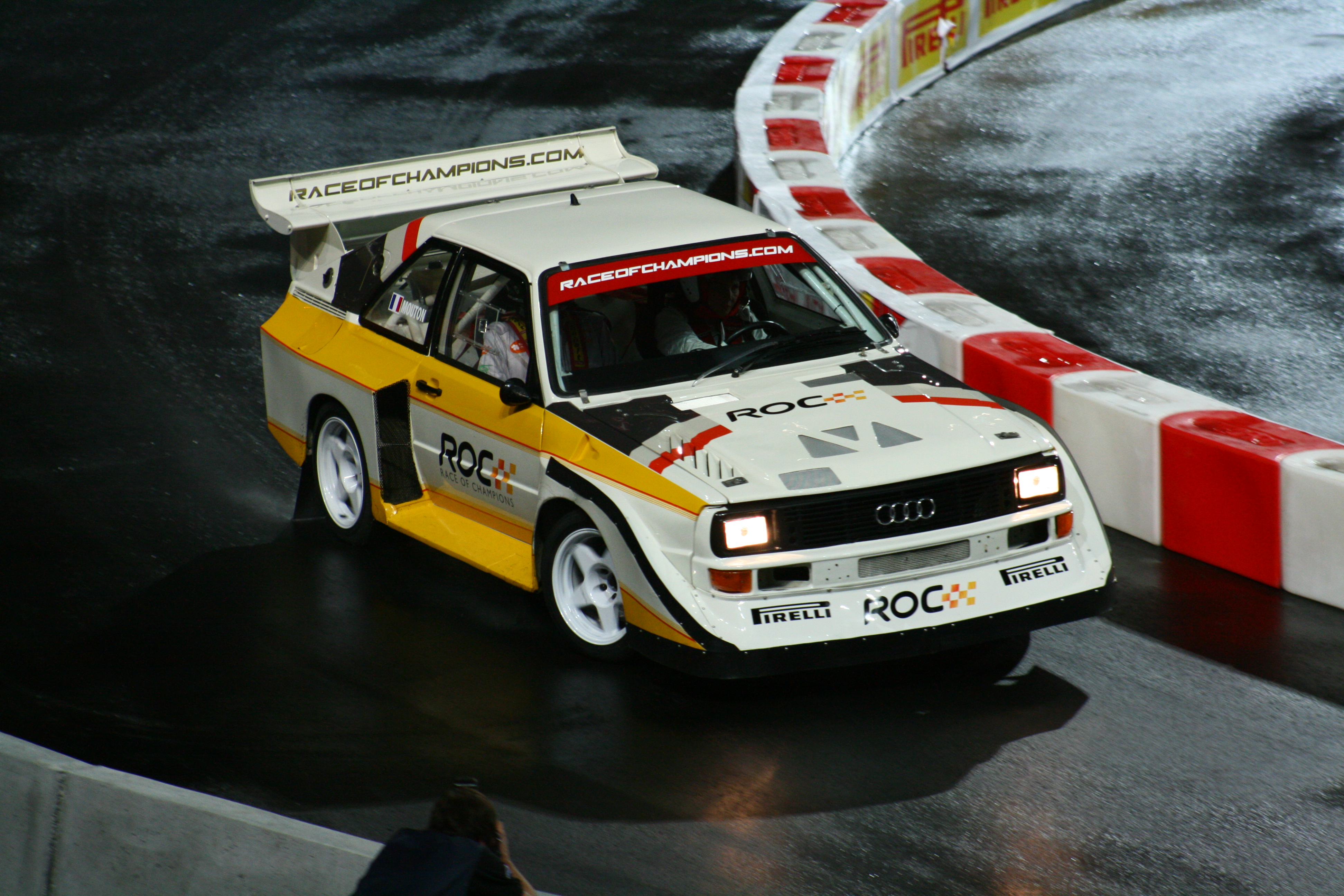
Mouton bakom ratten på en Quattro S1 under 2009 års upplaga av Race of Champions.

### Senare karriär
1988 var Michèle Mouton medgrundare av det internationella motorsportevenemanget Race of Champions, som minne av den förolyckade Toivonen och för att fira tio års VM-rallytävlande. Ursprungligen figurerade världens bästa rallyförare i arrangemanget, men på senare år har även stjärnor från andra motorsportsdiscipliner kommit att delta.
Under 1988 och 1989 deltog Mouton i flera terrängrallyn, som del av Peugeots serviceteam för Ari Vatanen och Jacky Ickx. Under 1988 års tunisiska rally slutade hon dessutom som egen totalsexa i tävlingen.
2000 slutade Mouton på andra plats i det interkontinentala London–Sydney-maratonrallyt, bakom tidigare stallkamraten Stig Blomqvist och bakom ratten på en Porsche 911. 2004 och 2009 deltog Mouton som "pressförare" i Dakarrallyt. 2008 sammanstrålade Mouton och Fabrizia Pons, för första gången på 22 år, som rallyteam på Otago Classic Rally på Nya Zeeland. Två år senare nådde Mouton, återigen med en Porsche 911, andra plats i Marockanska rallyt.
2010 utsågs Michèle Mouton till den första ordföranden för FIA:s Kvinnor & Sport-kommission, och där ägnade hon sig bland annat åt att stödja de (än så länge få) kvinnor som tävlar inom rallysporten. Året efter utsågs hon till FIA:s chef för rally-VM. 2012 valdes hon in i Rally Hall of Fame, tillsammans med dubble världsmästaren Carlos Sainz.

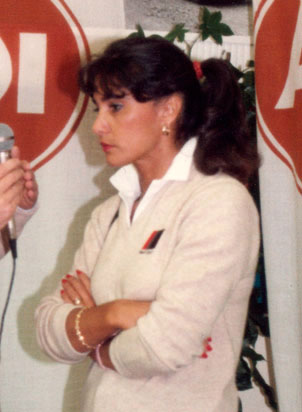
Mouton intervjuas i samband med 1985 års Walesiska rally.

## Privatliv, erkännande
När Mouton offentliggjorde sitt beslut att dra sig tillbaka från rallytävlandet, meddelade hon sitt beslut att bilda familj med den korsikanske sportjournalisten Claude Guarnieri. Relationen avslutades dock, och Mouton inledde därefter en relation med svensken Fredrik Johnsson (sportjournalist på Svenska Dagbladet och senare spelaragent inom internationell fotboll); 1987 föddes parets dotter Jessie (Jessica).
Michèle Mouton värderar sin far Pierres stöd till henne som avgörande för hennes framgångar. "Han älskade bilåkning. Han älskade snabba bilar. Och jag tror att han skulle ha älskat att få chansen att göra vad jag fick vara med om. Han var en krigsfånge i fem års tid under andra världskriget, och när kriget var slut fick han aldrig någon möjlighet att tävla. Men han var alltid med på de rallyn där jag tävlade, liksom min mor.
David Evans från tidningen Autosport beskrev Mouton som motorsportens mest framgångsrika kvinnliga förare. Rallyjournalisten och -historikern Graham Robson menar att Mouton och Pat Moss var de förare som alla andra kvinnor kunde mäta sina krafter och framgångar emot; dessa två deltog i samma tävling vid ett enda tillfälle – 1973 års Monte Carlo-rally.
2011 dubbades Michèle Mouton till riddare av Hederslegionen av Frankrikes president Nicolas Sarkozy.